# Datan (Bibel)
Datan ist im Alten Testament ein Sohn des Rubeniters Eliab. Gemeinsam mit seinem Bruder Abiram und Korach erhob er sich gegen Mose.

## Etymologie
Der hebräische Personenname דָּתָן dātān, deutsch ‚Datan‘ lässt sich möglicherweise mit dem akkadischen datnu in Verbindung bringen und bedeutet daher „stark“. Die Septuaginta gibt den Namen als altgriechisch Δαθαν Dathan wieder, die Vulgata als Dathan.

## Biblische Erzählung
Nach Num 16  gehörten Datan, sowie sein Bruder Abiram, zu den 250 Aufständischen gegen Mose und dessen Bruder Aaron, weil sie mit der religiösen Vorrangstellung dieser beiden Anführer unzufrieden waren. Die Aufständischen forderten eine Gleichstellung aller Israeliten vor Gott und kritisierten, dass sich Mose und Aaron angeblich über den Rest des Volkes stellten.
Mose beendete den Aufstand mit göttlicher Unterstützung, indem er zu einem Gottesurteil aufrief. Sowohl die 250 Aufständischen als auch Aaron brachten Räucheropfer dar. Ein Spalt in der Erde öffnete sich und verschlang Korach mit seiner Sippe. Danach fuhr Feuer von JHWH aus und verzehrte die 250 Aufständischen.
Außerhalb von Num 16 wird Datan noch Dtn 11,6  erwähnt. An dieser Stelle werden die Machterweise JHWHs aufgezählt, die er an Israel getan hat. Die Vernichtung Datans und Abirams wird folgend auf die Vernichtung des ägyptischen Heeres im Schilfmeer Dtn 11,4  erwähnt. Dtn 11,6 wird als spätere Einfügung in Dtn 11,2–5.7 angesehen.
Weiter wird die Vernichtung Datans und Abirams auch in Ps 106,17  erwähnt, ebenfalls im Zusammenhang einer Aufzählung göttlicher Machterweise. Korach wird dagegen an dieser Stelle nicht erwähnt, möglicherweise aus Rücksichtnahme auf die am Tempel als Sänger tätigen Korachiter.
Im Sirach-Buch wird Datan in Sir 45,18  erwähnt. Seiner Vernichtung wird die Erwählung Aarons zum Priesteramt gegenübergestellt.

## Literarische Bearbeitungen (Auswahl)
- Friedrich Ludewig Bouterweck: Dathan („Dramatische Poesie“), in: Nachgelassene Gedichte, Quedlinburg und Leipzig 1832.
- August Lamey: Korah und Dathan, dramatische Dichtung, in: Gedichte, Straßburg 1860.
- Georg Ruseler: Dathans Zweifel. Ein alttestamentliches Trauerspiel in fünf Aufzügen, Varel 1891 (UA: Oldenburg 1891).

## In Filmen
In Cecil B. DeMilles Monumentalfilm Die zehn Gebote wird Datan von Edward G. Robinson gespielt. In diesem Film wird er als intriganter Aufseher über die Hebräer dargestellt, der sich mit den Ägyptern arrangiert hat und diesen gegen persönliche Vorteile Geheimnisse über die Hebräer verrät. Datan schließt sich später im Film etwas widerwillig den Israeliten an. Wie in der Bibel zettelt er einen Aufstand gegen Mose an, von dieser abweichend ist er Anführer der Verehrer des Goldenen Kalbes und wird von der Erde verschlungen.